# Almoines
Almoines ist eine spanische Gemeinde (Municipio) mit 2.643 Einwohnern (Stand: 2024) in der Valencianischen Gemeinschaft, in der Comarca La Safor. 

## Gemeindegliederung
Die Gemeinde gliedert sich in die Ortsteile Antigor, Antigoreta, Barraques, Sorella (auch: Rafelsinar oder Rafelsineu) und Rafalet.

## Lage
Almoines liegt wenige Kilometer nahe der Costa del Azahar (Mittelmeerküste) in einer Höhe von ca. 35 m. Die Provinzhauptstadt Valencia liegt etwa 70 Kilometer in nordnordwestlicher Richtung. Der Río Serpis begrenzt die Gemeinde im Westen. 

## Geschichte
Almoines ist eine maurische Gründung. 
| Jahr      | 1900 | 1930  | 1950  | 1960  | 1970  | 1981  | 1991  | 2001  | 2011  | 2021  |
| --------- | ---- | ----- | ----- | ----- | ----- | ----- | ----- | ----- | ----- | ----- |
| Einwohner | 960  | 1.362 | 1.646 | 1.707 | 1.982 | 1.897 | 1.868 | 1.665 | 2.435 | 2.528 |

## Kultur und Sehenswürdigkeiten
- Jakobuskirche aus dem 19. Jahrhundert
- mittelalterliches Gut (Alquería del Trinquete)

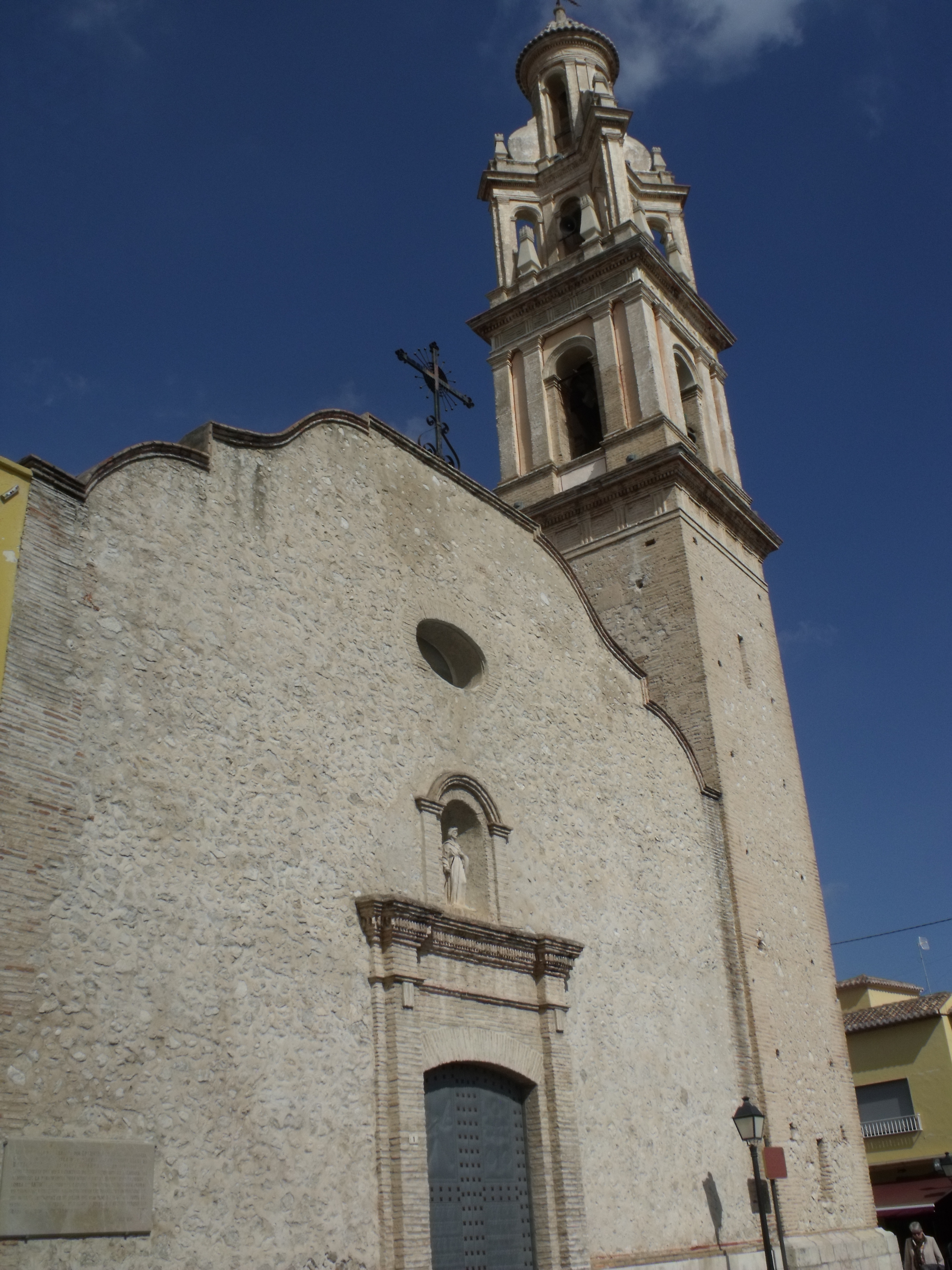
Jakobuskirche
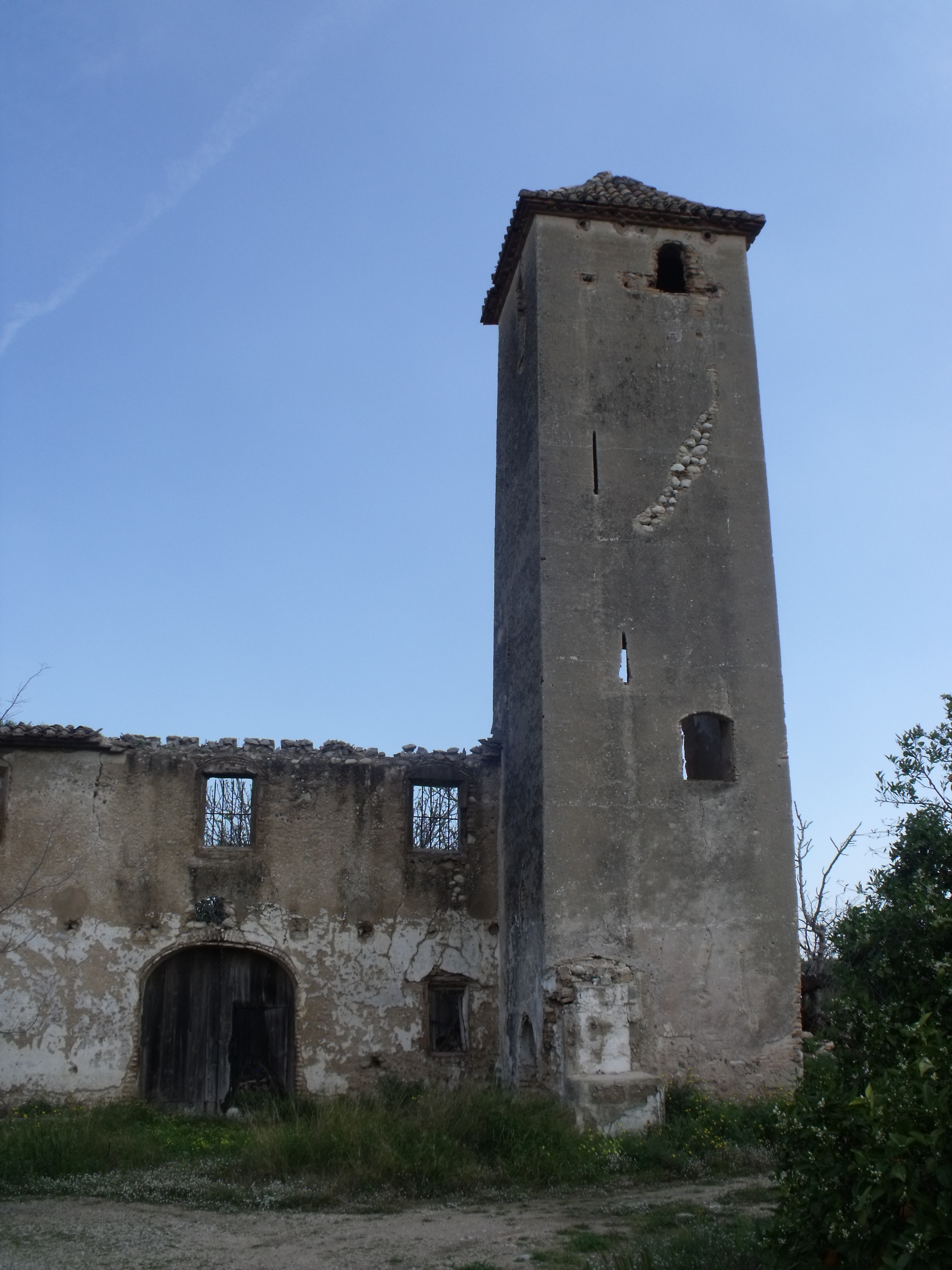
Alqueria del Trinquet
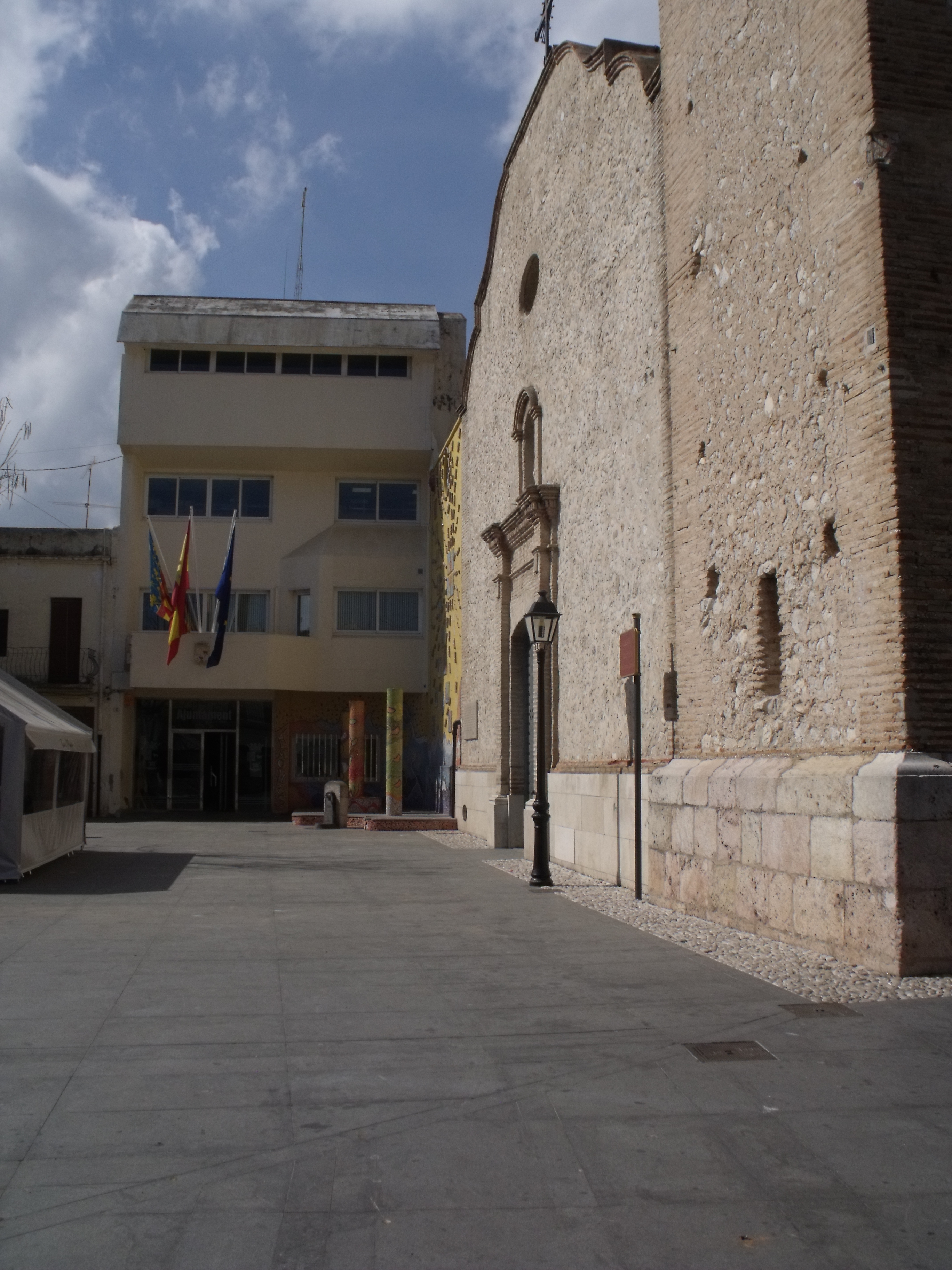
Rathaus